# Pieksämäki Volley
Pieksämäki Volley est un club finlandais de volley-ball fondé en 1913 et basé à Pieksämäki, évoluant pour la saison 2016-2017 en LML.

## Palmarès
- Championnat de Finlande
  - Vainqueur : 2004.
- Coupe de Finlande
  - Vainqueur : 2003.
  - Finaliste : 2004, 2008.

## Effectifs

### Saison 2016-2017
| No                           | Nom                          | Date de naissance            | Taille                         | Poids                          | Poste                          |
| ---------------------------- | ---------------------------- | ---------------------------- | ------------------------------ | ------------------------------ | ------------------------------ |
| 2                            | Ioulia Tokarenko             | 16 août 1992                 | 185                            | 60                             | Centrale                       |
| 4                            | Anastasia Boricheva          | 9 décembre 1998              | 180                            |                                | Centrale                       |
| 6                            | Henna Kilpeläinen            | 2 septembre 2000             | 179                            |                                | Réceptionneuse-attaquante      |
| 7                            | Alina Adamenya               | 7 mars 1990                  | 174                            | 62                             | Passeuse                       |
| 8                            | Iekaterina Klimova           | 14 juillet 1991              | 187                            |                                | Centrale                       |
| 9                            | Emma Häyrinen                | 2 juillet 1994               | 178                            |                                | Attaquante                     |
| 10                           | Sini Kesänen                 | 6 novembre 2000              | 174                            |                                | Réceptionneuse-attaquante      |
| 11                           | Rita Timonen                 | 11 novembre 2000             | 161                            |                                | Libero                         |
| 12                           | Olga Uglenko                 | 28 avril 1994                | 183                            | 69                             | Réceptionneuse-attaquante      |
| 14                           | Katja Kantanen               | 24 décembre 1991             | 170                            |                                | Libero                         |
|                              |                              |                              |                                |                                |                                |
| Encadrement technique        | Encadrement technique        |                              | Légende                        | Légende                        | Légende                        |
| Entraîneur : Viktor Circenko | Entraîneur : Viktor Circenko | Entraîneur : Viktor Circenko | : Capitaine                    | : Capitaine                    | : Capitaine                    |
| Entraîneur(s) adjoint(s) :   | Entraîneur(s) adjoint(s) :   | Entraîneur(s) adjoint(s) :   | : Joueuse blessée actuellement | : Joueuse blessée actuellement | : Joueuse blessée actuellement |